# Stazione di Rebstein-Marbach
La stazione di Rebstein-Marbach (in tedesco Bahnhof Rebstein-Marbach) è una fermata ferroviaria a servizio dei comuni svizzeri di Marbach e Rebstein sulla linea Coira-Rorschach.

## Storia
La stazione fu attivata il 1º luglio 1858, in occasione dell'apertura della tratta Coira-Rheineck della ferrovia Coira-Rorschach.

## Strutture e impianti
La stazione dispone di 2 binari, di cui uno dotato di marciapiede, per il servizio passeggeri. È dotata di un fabbricato viaggiatori e diverse pensiline.

## Movimento
La stazione è servita da treni a cadenza semioraria sulla relazione Wattwil - Altstätten (FFS) (linea S2 della rete celere di San Gallo) e a cadenza oraria per Rapperswil, Sargans e Nesslau (linea S4 della rete celere di San Gallo).

## Servizi
Nella stazione sono presenti:
- Biglietteria automatica
- Sala d'attesa

Sono inoltre presenti parcheggi di interscambio per automobili e biciclette.

## Interscambi
- Fermata autobus (Rebstein-Marbach, Bahnhof)